# Josef Topol
Josef Topol (ur. 1 kwietnia 1935 w Poříčí nad Sázavou, zm. 15 czerwca 2015 w Pradze) – czeski dramatopisarz, prozaik i tłumacz. 

## Życiorys
W 1959 ukończył Szkołę Teatralną w Pradze (DAMU), gdzie studiował teatrologię i dramaturgię. W 1965 po powrocie ze stypendium w USA został współzałożycielem Teatru za Bramą. Po zdjęciu z afisza jego sztuki Dvě noci s dívkou aneb Jak okrást zloděje oraz zamknięciu teatru był przez pewien okres bezrobotny, następnie pracował jako kamieniarz. W 1977 został sygnatariuszem Karty 77, podejmował się także przekładów. Był autorem 10 sztuk teatralnych. Jest uważany za jednego z najwybitniejszych, obok Václava Havla, czeskich dramatopisarzy po II wojnie światowej.
Jego synowie również poświęcili się sztuce, Jáchym Topol literaturze a Filip Topol muzyce rockowej (jest członkiem zespołu Psí vojáci).
W 1998 został odznaczony Medalem Za zasługi I stopnia.

## Dramaty
- Půlnoční vítr, 1955
- Jejich den, 1957
- Konec masopustu, 1962
- Kočka na kolejích 1964
- Slavík k večeři, 1965
- Hodina lásky, 1966
- Dvě noci s dívkou aneb Jak okrást zloděje1968 – 70
- Sbohem, Sokrate!, 1976
- Stěhování duší, 1985
- Hlasy ptáků, 1988